# Bälg (fotografi)

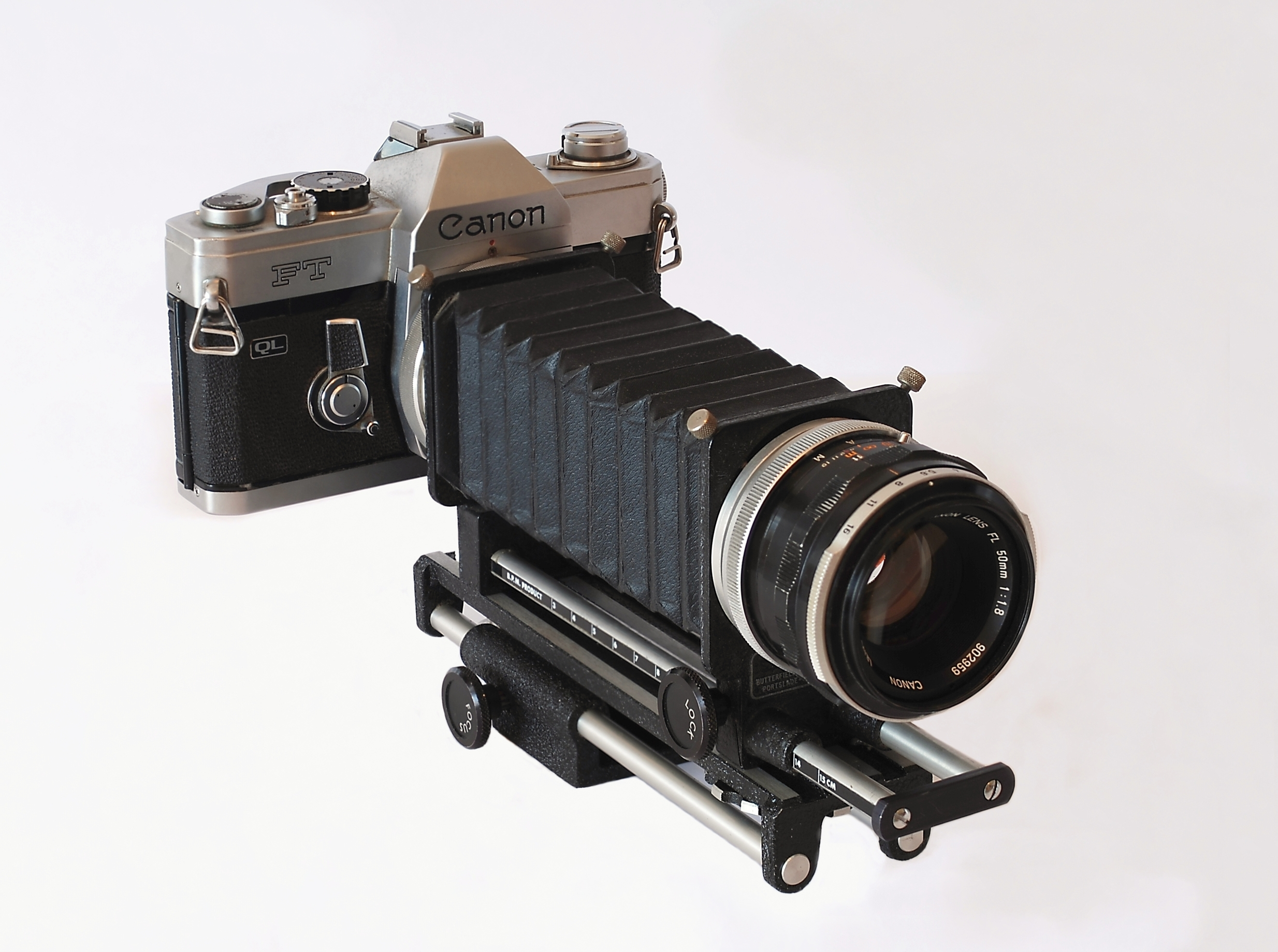
Enögd spegelreflexkamera med bälgtillsats för makrofotografi.

Bälg, del av eller tillbehör till kamera. 
Bälgens uppgift är att vara ljustät och utdragbar så avståndet mellan objektivet och filmen/bildsensorn kan justeras. På mer avancerade kameror, t.ex. storformatskameror eller andra kameror av typen optisk bänk kan objektivet och/eller filmplanet förskjutas i olika riktningar för restitution eller för att lägga fokus på olika avstånd i olika delar av bilden. 
Till systemkameror (för småbild eller mellanformat) finns bälgtillsatser som ger ungefär samma möjligheter som en storformatskamera eller optisk bänkkamera, dock med begränsningen att de främst kan användas till makrofotografi där avståndet mellan linsen och bildplanet är någorlunda stort. Vid normal fotografering kan man få liknande funktioner med speciella shift-objektiv.